# Año Internacional de Acción de Gracias
2000 fue proclamado como Año Internacional de Acción de Gracias mediante la resolución A/RES/52/16 de la Asamblea General de las Naciones Unidas, adoptada el 20 de noviembre de 1997. La recomendación provino del Consejo Económico y Social (ECOSOC), que destacó la importancia de iniciar el nuevo milenio con un año dedicado a la gratitud, subrayando su rol en la promoción de la paz, la diversidad cultural y la cooperación internacional. La propuesta fue liderada por Argentina y contó con el respaldo de 23 países, entre ellos Estados Unidos, Brasil y Filipinas.

## Actividades y alcance
Durante el año 2000, la ONU promovió eventos internacionales resaltando la gratitud como un valor universal. El Centro Mundial de Acción de Gracias  jugó un papel destacado en la organización de actividades globales. Entre los eventos más importantes se incluyó la Asamblea Mundial de Acción de Gracias, celebrada en marzo, con el lema "Spirit of a Thousand Years" (Espíritu de los mil años) , que enfatizó la longevidad y universalidad del concepto de gratitud en diversas culturas.
El 18 de octubre de 1999, líderes culturales de todo el mundo se reunieron en la Asamblea Mundial de Acción de Gracias en París, con el tema "Thanksgiving Opens Hearts" (La gratitud abre los corazones), promoviendo la paz, el entendimiento y el respeto mutuo. En una ceremonia especial en la sede de la ONU, se presentó un sello conmemorativo, que incluía la famosa obra "Golden Rule"  (Regla de oro) de Norman Rockwell, un símbolo de la unidad humana bajo el lema "Haz a los demás lo que te gustaría que te hicieran a ti".
En su discurso inaugural, el presidente de la Asamblea General, Theo-Ben Gurirab, destacó la importancia de la gratitud para enfrentar desafíos globales como la intolerancia, la pobreza y la violencia contra la infancia, resaltando la necesidad de convertir el nuevo siglo en un siglo de agradecimiento. Gurirab elogió a las principales religiones del mundo por su colaboración en la promoción de esta iniciativa global.
El financiamiento de las actividades estuvo basado en contribuciones voluntarias de los Estados miembros, organizaciones no gubernamentales y el sector privado, sin generar costos adicionales a la ONU.